# Union City (Californie)
Pour les articles homonymes, voir Union City.
Union City est une municipalité du comté d'Alameda, en Californie, aux États-Unis. Sa population était de 69 516 habitants au recensement de 2010.

## Géographie
Union City est située à 37° 35′ 32″ N, 122° 02′ 45″ O.
Selon le Bureau du recensement des États-Unis, la ville a une superficie de 49,9 km2.

## Démographie
| 1960  | 1970   | 1980   | 1990   | 2000   | 2010   |
| ----- | ------ | ------ | ------ | ------ | ------ |
| 6 618 | 14 724 | 39 406 | 53 762 | 66 869 | 69 516 |

## Économie
Le plus gros employeur de la ville est Southern Wine & Spirits.